# RRR
RRR è un film del 2022 diretto da S. S. Rajamouli, con protagonisti N. T. Rama Rao Jr. e Ram Charan. L'acronimo RRR sta per rise, roar, revolt, che dall'inglese significa alzati, ruggisci, ribellati, anche se inizialmente era il titolo con cui il regista e i due attori protagonisti (i cui nomi iniziano con la lettera 'R') si riferivano alla pellicola durante le riprese. RRR è un film action a tema storico che segue le vicende di due fittizi rivoluzionari indiani del 1920 impegnati nella lotta contro l'impero Britannico, liberamente ispirati a due rivoluzionari indiani realmente esistiti.
Annunciato da Rajamouli nel 2018, dopo il grande successo in patria di Baahubali: The Beginning e Baahubali 2: The Conclusion, ma terminato solo nel 2021, a causa della pandemia di COVID-19, con un budget di 72 milioni di dollari (il più alto di sempre in India), il film ha incassato 175 milioni, diventando uno dei più grandi successi del cinema di Tollywood, nonché di tutto il cinema indiano; inoltre ha avuto una larga distribuzione anche a livello internazionale, incontrando i favori della critica anche in occidente, dove è stato indicato tra i dieci migliori film dell'anno dal National Board of Review e ha ricevuto il Premio Oscar e il Golden Globe per la migliore canzone originale per Naatu Naatu.
Girato in lingua telugu, RRR è stato doppiato in tamil, kannada, hindi e malayalam, in modo da garantire il successo in tutta la nazione e fissare un movimento cinematografico pan-indiano.

## Trama
Nel 1920, durante il Raj Britannico, il governatore Scott Buxton e la moglie Catherine visitano una foresta ad Adilabad, dove rapiscono Malli, una giovane ragazza con un innato talento artistico della tribù dei Gond. Infuriato per l'atto, il guardiano della tribù, Komaram Bheem, si trasferisce a Delhi con la missione di salvarla, fingendo di essere un musulmano di nome Akhtar. Venuti a conoscenza del desiderio di vendetta di Bheem, per reprimere la minaccia, il governatore e la moglie chiedono l'assistenza di Alluri Sitarama Raju, un ambizioso e bilingue soldato indiano della polizia imperiale. Investigando tra i circoli rivoluzionari Raju ottiene la complicità di Lachhu, un aiutante di Bheem, che però scopre la sua vera funzione di soldato e riesce a fuggire.
Poco dopo Bheem e Raju si incontrano. Ignari delle rispettive identità e contrapposte intenzioni collaborano salvando un ragazzo da un incidente ferroviario e facendo nascere un'amicizia tra loro. Raju aiuta Bheem a conquistare Jenny, una nipote del Governatore, ignara della vera intenzione del suo spasimante di infiltrarsi nella residenza di Buxton per liberare Malli. Jenny infine lo invita al suo palazzo e Bheem individua il luogo in cui Malli è tenuta prigioniera, promettendole che tornerà per liberarla. Nel frattempo Raju riesce ad arrestare Lachhu, cercando di costringerlo a tradire i suoi compagni. Durante l'interrogatorio, Lachhu fa mordere il soldato da un serpente velenoso, avvertendolo quindi della sua imminente morte e che l'antidoto è noto solo ai Gond. Raju lo libera e, in fin di vita, cerca Bheem, che lo cura. Notando indosso a Bheem la stessa collana che aveva Lachhu, Raju capisce chi è l'amico, che però subito dopo, in maniera spontanea, gli rivela la propria missione; il soldato tenta inutilmente a causa dell'avvelenamento di reagire.
La stessa sera, durante una festa, Bheem e i suoi uomini irrompono nella residenza del Governatore con un camion pieno di belve feroci e di cervi, seminando il caos tra gli ospiti e le guardie. Bheem cerca di introdursi nel palazzo principale tuttavia Raju, rianimatosi, arriva e riesce ad arrestarlo anche grazie alla minaccia da parte di Buxton di uccidere Malli. Durante la lotta il soldato é tentato di uccidere l'amico, ma rinuncia. All'indomani dell'incidente, Raju viene promosso, ma è dilaniato dal senso di colpa per le proprie azioni, mentre ricorda il proprio passato e la sua vera missione, ossia quella di infiltrarsi come talpa all'interno della polizia, ottenere una promozione per avere accesso alle spedizioni di armi, per poi contrabbandarle al suo villaggio e liberare l'India dall'oppressore, come aveva promesso al padre che gli è morto tra le braccia ucciso dai soldati inglesi.
Durante la fustigazione pubblica di Bheem, Raju cerca di convincerlo a inginocchiarsi, ma questi, resistendo alle ferite, canta in segno di sfida e infervora la folla, che si ribella. Raju ne rimane profondamente colpito e si rende conto dell'incoscienza della propria scelta. Determinato quindi a rinunciare al suo piano originario e a salvare l'amico e Malli, convince il Governatore a giustiziare segretamente Bheem, facendolo però mettere nelle condizioni di liberarsi da solo. Buxton riesce a capire all'ultimo momento il piano di Raju, ma questi riesce a salvare Malli e l'amico. Durante l'azione Bheem interpreta erroneamente le azioni di Raju come un tentativo di uccidere la ragazza, e lo colpisce, risparmiandolo prima di scappare con Malli. Raju, ferito, frena gli inseguitori e viene catturato.
Tempo dopo, Bheem e Malli, fuggiti ad Hathras e messi alle strette dalle autorità coloniali, stanno per essere smascherati quando Sita, la fidanzata di Raju, li salva e li sfama. Ignara dell'identità di Bheem, Sita rivela i reali obiettivi anticoloniali di Raju e la sua imminente esecuzione. Mortificato, Bheem capisce che ogni azione di Raju era motivata dallo scopo di liberare l'India dall'oppressione britannica e giura a Sita di salvarlo. Con la complicità di Jenny si infiltra nella caserma dove è detenuto Raju e lo libera: inseguiti dai soldati, i due si ritirano in una foresta vicina, dove decimano le milizie. Per sconfiggere il governatore, i due lanciano una motocicletta in fiamme nei depositi di armi della caserma, che esplodono uccidendo Catherine Buxton e altri elementi della compagnia imperiale. Dopo aver bloccato Buxton, Bheem lo giustizia, e i due prelevano le armi dal deposito e le portano al villaggio di Raju, riunendosi così con Sita e Jenny. Nel finale Raju e Bheem si dichiarano definitivamente la loro amicizia e Raju accetta di aiutare Bheem e la sua gente.

## Produzione
Nell'ottobre 2017, in un'intervista con Variety, S. S. Rajamouli ha annunciato due progetti dopo Baahubali 2: The Conclusion con i produttori D. V. V. Danayya e K. L. Narayana. Nel novembre 2017, N. T. Rama Rao Jr. e Ram Charan sono stati annunciati come protagonisti del film.
Nel 2019 Ajay Devgn, Alia Bhatt, Ray Stevenson e Alison Doody sono entrati a far parte del cast. L'attrice britannica Daisy Edgar-Jones era entrata a far parte del cast, tuttavia ha lasciato il progetto nell'aprile del 2019. Il cugino di Rajamouli, M. M. Keeravani ha composto la colonna sonora del film. Il film, annunciato ufficialmente nel marzo 2018, è stato girato tra India (Tollywood), Ucraina e Bulgaria, con un budget di 72 milioni di dollari (550 crore).
RRR è una storia completamente fittizia che trae spunto dalla vita di due rivoluzionari indiani realmente esistiti, Alluri Sitarama Raju e Komaram Bheem, che combatterono contro l'Impero anglo-indiano e il Nizam. Nel marzo 2019, Rajamouli ha rivelato che l'idea principale del film proveniva dal film di Walter Salles, I diari della motocicletta. Inoltre, è stato ispirato da Bastardi senza gloria, di Quentin Tarantino e dai film di John Woo.

## Distribuzione
RRR è stato distribuito negli Stati Uniti il 24 marzo 2022. In Italia è stato distribuito su Netflix, mentre in India ha debuttato nei cinema il 25 marzo 2022. Inoltre si tratta della più grande distribuzione internazionale di sempre per un film indiano (10.000 copie).

## Accoglienza

### Incassi
Costato 72 milioni di dollari (la più grande produzione indiana di sempre), ha incassato più di 166 milioni in tutto il mondo, diventando uno dei più grandi successi di sempre in India.

### Critica
Il film è stato acclamato dalla critica cinematografica. Sull'aggregatore di recensioni Rotten Tomatoes ha un indice di gradimento del 95%, con un voto medio di 8.30 su 10 basato su 105 recensioni. Il film è stato inserito tra i dieci migliori film dell'anno della National Board of Review.

## Riconoscimenti
- Premio Oscar
  - 2023 - Miglior canzone originale per Naatu Naatu (M.M. Keeravani, Chandrabose)
- Golden Globe
  - 2023 - Miglior canzone originale per Naatu Naatu (M.M. Keeravani, Chandrabose)
  - 2023 - Candidatura al miglior film in lingua straniera
- Saturn Award
  - 2022 - Miglior film internazionale
  - 2022 - Candidatura al miglior film d'azione/di avventura
  - 2022 - Candidatura al miglior regista per S. S. Rajamouli
- Boston Society of Film Critics
  - 2022 - Miglior colonna sonora per M.M. Keeravani
- Las Vegas Film Critics Society
  - 2022 - Candidatura al miglior film in lingua straniera
  - 2022 - Candidatura alla miglior fotografia per KK Senthil Kumar
  - 2022 - Candidatura alla miglior canzone originale per Naatu Naatu (M.M. Keeravani, Chandrabose)
- Satellite Award
  - 2023 - Candidatura al miglior film commedia o musicale
  - 2023 - Candidatura alla miglior scenografia per Sabu Cyril
  - 2023 - Candidatura al miglior sonoro per Raghunath Kemisetty, Boloy Kumar Doloi, Rahul Karpe
  - 2023 - Candidatura ai migliori effetti visivi per Srinivas Mohan
  - 2023 - Candidatura alla miglior canzone originale per Naatu Naatu (M.M. Keeravani, Chandrabose)